# Astragalus amoenus
Astragalus amoenus är en ärtväxtart som beskrevs av Edward Fenzl. Astragalus amoenus ingår i släktet vedlar, och familjen ärtväxter. Inga underarter finns listade i Catalogue of Life.